# Берге Бренде
Берге Бренде (норв. Børge Brende; нар. 25 вересня 1965, Одда, Норвегія) — норвезький політик з Консервативної партії, міністр закордонних справ з 16 жовтня 2013 року. Він займав пост міністра навколишнього середовища у 2001–2004 роки та міністра торгівлі і промисловості 2004–2005, член Стортингу 1997–2009 рр.
Президент Всесвітнього економічного форуму із 2017 року.

## Біографія
Бренде займав пост голови Комісії ООН зі сталого розвитку 2003–2004 років. У 2005 році він став заступником голови Міжнародної китайської ради з міжнародного співробітництва з навколишнього середовища і розвитку (Консультативної ради Державної ради).
У січні 2008 року Бренде приєднався до Всесвітнього економічного форуму як керуючий директор, зокрема, відповідає за відносини з урядами та громадянським суспільством. У 2009 році Берге Бренде приєднався до Норвезького Червоного Хреста як Генеральний секретар. Він знову приєднався до Всесвітнього економічного форуму у 2011 році як керуючий директор, відповідальний за політичні ініціативи та залучення неробочих складових Форуму.

## Сім'я
Бренде одружений, має двох синів.